# Engelbrektskvarnen

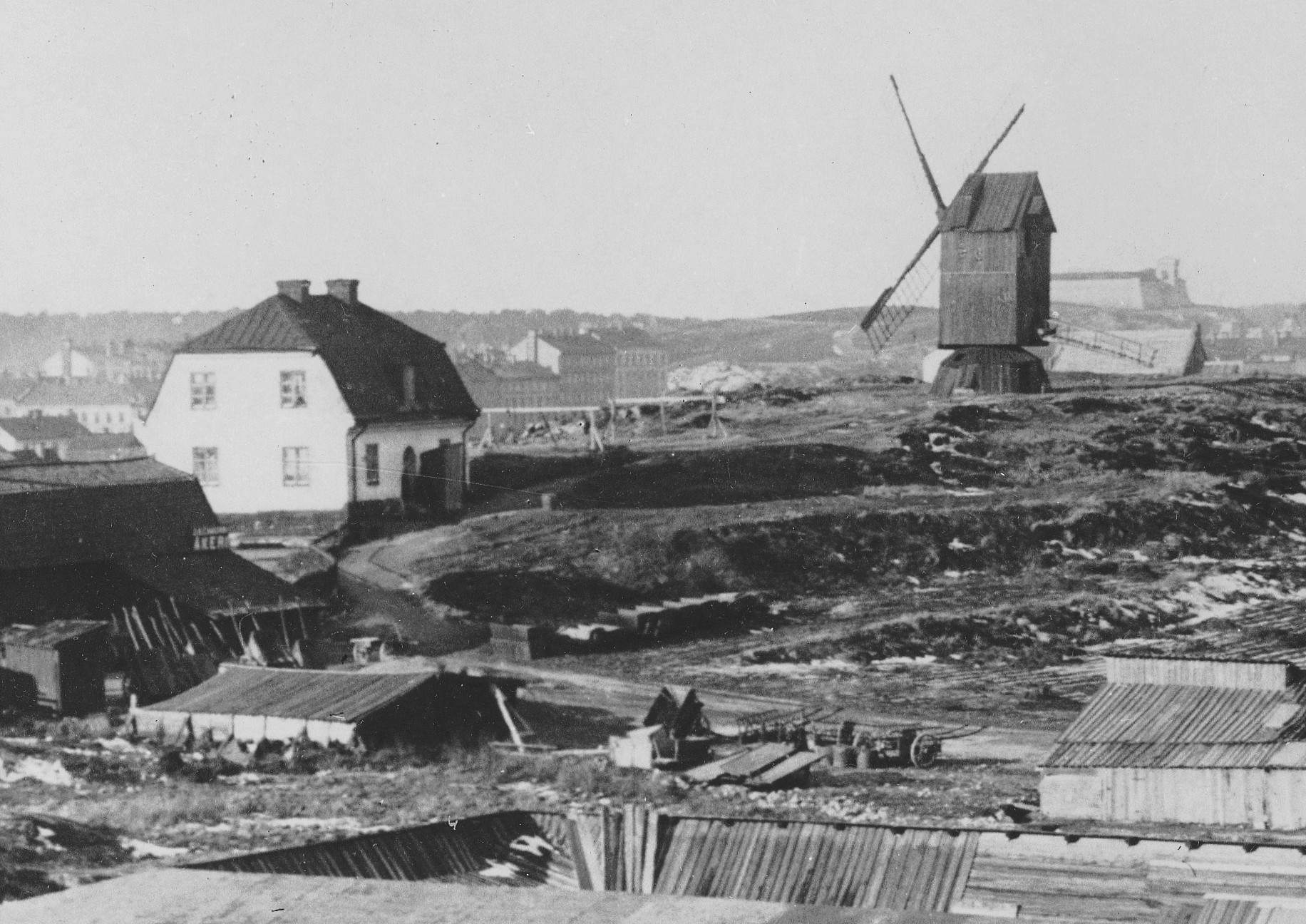
Engelbrektskvarnen, vy mot nordväst 1880-tal. I bakgrunden skymtar Vanadislundens vattenreservoar.

Engelbrektskvarnen var en väderkvarn på Ladugårdslandet, nuvarande  Östermalm i Stockholm. Kvarnen låg på berget där Engelbrektskyrkan restes mellan 1910 och 1914. Den uppfördes troligen 1775 enligt årtalet på vindflöjeln och revs på 1880-talets mitt. Strax söder om Engelbrektskvarnen stod kvarnen Starckan. Ibland blandas dessa båda kvarnar ihop.

## Historik

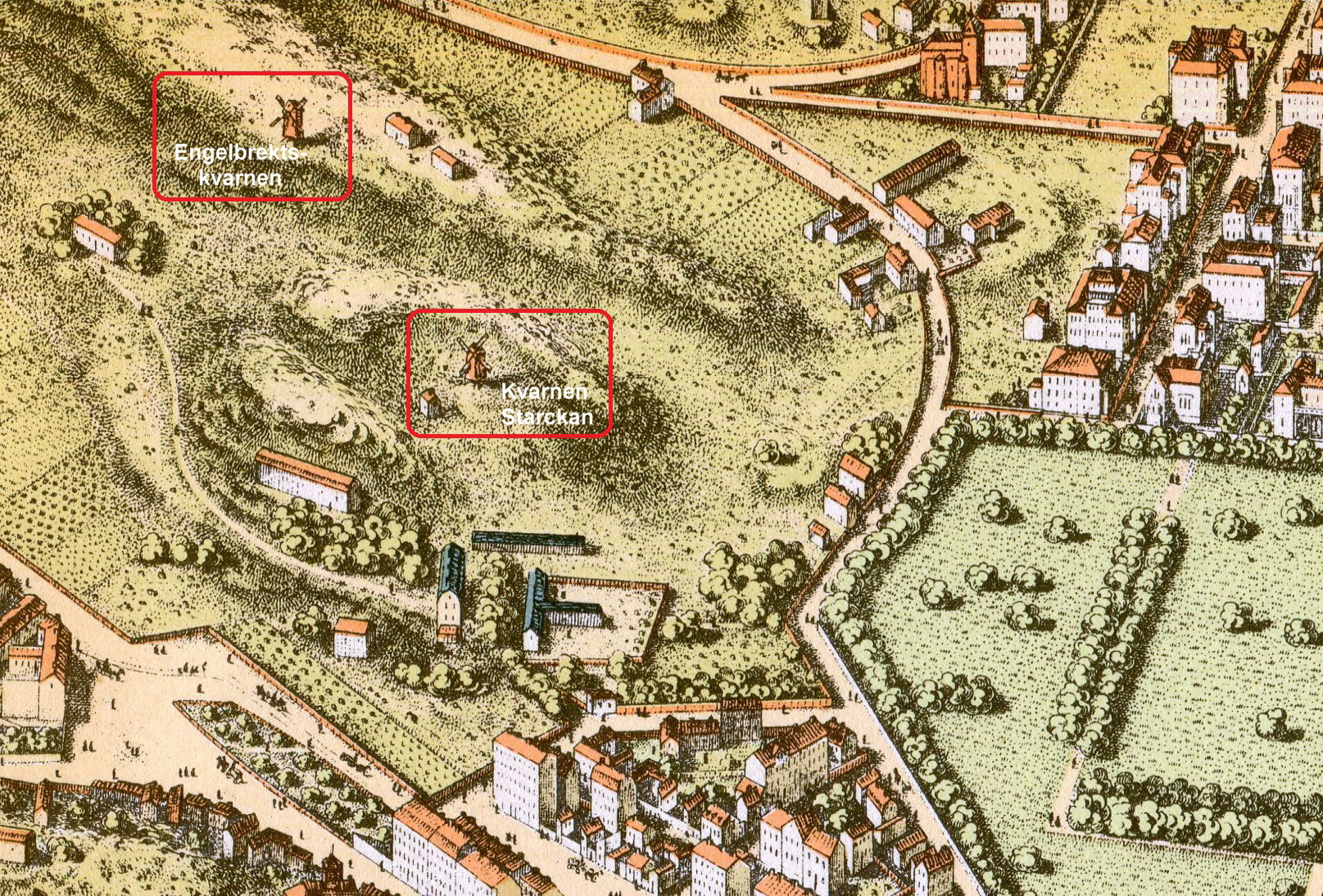
Engelbrektskvarnen (överst) och kvarnen Starckan på Neuhaus panorama, 1870-tal.

Engelbrektskvarnen har även kallats "Kvarnen närmast Lill-Jans" (syftande på skogvaktaren Johan "Lill-Jan" Persson) eller "Kvarnen på Engelbrektskyrkans plats". Namnet Engelbrektskvarnen är troligen av senare datum som används i en del dokument på Digitala Stadsmuseet. Enligt en skiss från 1886 av kvarnens vindflöjel finns där initialerna OMR och årtalet 1775. Vem som döljer sig bakom initialerna OMR är okänd. 
Engelbrektskvarnen var en så kallad stolpkvarn, där hela kvarnbyggnaden kunde vridas i rätt vindriktning. Kvarnen stod på områdets högsta punkt, 37 meter över havet. Byggnaden finns dokumenterad på flera fotografier och avbildades även av konstnären Albert Theodor Gellerstedt. På Alfred Rudolf Lundgrens stockholmkarta syns kvarnen sista gången 1885. Då hade området blivit stadsplanerat och fått kvartersbeteckningen Domherren (nuvarande Korsnäbben). 
Kort därefter revs kvarnen och planeringen för Lärkstaden och en ny kyrka för Engelbrekts församling tog sin början. Redan 1904 hade Stockholms stad upplåtit mark för församlingens nya huvudkyrka, Engelbrektskyrkan, ritad av Lars Israel Wahlman och invigd 25 januari 1914. Fortfarande minner en fasaddekoration i puts  på bostadshuset Skatan 1 (Karlbergsvägen 11) om denna kvarn.

### Gellersteds akvareller
| Engelbrektskvarnen (t.v.) och Starcken, 1880. |  | Engelbrektskvarnen sedd från sydost, 1880. |
| Engelbrektskvarnen (t.v.) och Starcken, 1880. |  | Engelbrektskvarnen sedd från sydost, 1880. |